# حشره‌خوار دم‌کوتاه جنوبی
حشره‌خوار دم‌کوتاه جنوبی (نام علمی: Blarina carolinensis) نام یک گونه از تیره حشره‌خوار است.